# Cladolabes schmeltzii
Cladolabes schmeltzii is een zeekomkommer uit de familie Sclerodactylidae.
De wetenschappelijke naam van de soort werd in 1875 gepubliceerd door Hubert Ludwig.